# Индустрија уљних шкриљаца
Индустрија уљних шкриљаца је индустрија рударства и прераде уљних шкриљаца - ситнозрна седиментна стена, која садржи значајне количине керогена (чврсте смеше органских хемијских једињења) из које се могу произвести течни угљоводоници . Индустрија се развила у Бразилу, Кини, Естонији и донекле у Немачкој и Русији. Неколико других земаља тренутно спроводи истраживање својих резерви уљних шкриљаца и метода производње како би побољшали ефикасност и опоравак.  Естонија је чинила око 70% светске производње уљних шкриљаца у студији објављеној 2005. године. 
Уљни шкриљци коришћени су у индустријске сврхе од раног 17. века, када је био вађен за своје минерале. Од краја 19. века, уљни шкриљци се такође користе због садржаја уља и као нискоквалитетног горива за производњу електричне енергије. Међутим, ако изузмемо земље које имају значајна лежишта из уљних шкриљаца, њихова употреба за производњу електричне енергије није нарочито раширена. Слично томе, уљни шкриљци су извор за производњу синтетичке сирове нафте и на то се гледа као на решење за повећање домаће производње нафте у земљама које су зависне од увоза. 

## Историја
Уљни шкриљаци су коришћени од давнина. Савремено рударство индустријског шкриљца започело је 1837. године у рудницима Аутун у Француској, а следе га Британија, Немачка и неколико других земаља.  Индустрија уљних шкриљаца почела је да расте непосредно пре Првог светског рата због масовне производње аутомобила и камиона и наводног недостатка бензина за потребе превоза. Године 1924., Талин електрана је прва електрана на свету која је прешла на паљење уљних шкриљаца. 
По завршетку Другог светског рата, индустрија уљних шкриљаца је опала због открића великих залиха лако доступне и јефтиније сирове нафте. Производња уљних шкриљаца, међутим, наставила је раст у Естонији, Русији и Кини. 
Након нафтне кризе 1973. године, индустрија нафте из шкриљаца поново је покренута у неколико земаља, али 1980-их, када су цене нафте пале, многе индустрије су се суочиле са затварањем. Глобална индустрија уљних шкриљаца поново је порасла средином1990-их. 2003. године у Сједињеним Државама покренут је програм развоја уљних шкриљаца, а 2005. године уведен је комерцијални програм закупа шкриљаца и катранског песка.  
Од маја 2007. године, Естонија се активно бави експлоатацијом уљних шкриљаца у значајним размерама и чини 70% светски прерађених уљних шкриљаца.  Естонија је јединствена по томе што њено лежиште из уљних шкриљаца чини свега 17% укупних лежишта у Европској унији, али 90% своје енергије ствара из уљних шкриљаца. Индустрија шкриљаца у Естонији запошљава 7.500   људи, што представља око 1% националне запослености, што чини 4% њеног бруто домаћег производа. 

## Рударство
Уљни шкриљци се ископавају традиционалним техникама подземног рударства или површинским копањем . На располагању је неколико метода ископавања, али заједнички циљ свих ових метода је да се фрагментирају налазишта уљних шкриљаца како би се омогућио транспорт фрагмената шкриљаца до електране или постројења за реконструкцију. Главне методе површинског копања су копање на отвореном и тракарење . Важна метода копања подлоге је метода собе и стуба .  У овој методи, материјал се извлачи преко водоравне равни, остављајући "стубове" нетакнутог материјала који подржавају кров. Ови стубови смањују вероватноћу колапса. Уљни шкриљци се такође могу добити као нуспроизвод ископавања угља . 
Највећи рудник шкриљаца у свету је рудник Естонија, којим управља Енефит Каевандусед .  У 2005. години, Естонија је минирала 14.8   милиона тона шкриљаца.  У истом периоду издате су рударске дозволе за готово 24   милиона тона, са пријавама за минирање додатних 26   милиона тона.  2008. године, естонски парламент одобрио је "Национални развојни план за коришћење уљних шкриљаца 2008-2015.", Који ограничава годишњи вађење нафтних шкриљаца на 20   милион тона. 

## Енергија
Уљни шкриљци могу се користити као гориво у термоелектранама, при чему уљни шкриљац сагорева попут угља за погон парних турбина. Од 2012. године, у Естонији постоје електране на угаљ из шкриљаца са производним капацитетом од 2.967   мегавата (МВ), (Кина и Немачка).  Такође Израел, Румунија и Русија покренуле су електране на уљне шкриљце, али су их затвориле и прешле на друга горива попут природног гаса.  Јордан и Египат најавили су планове за изградњу електрана на угаљ из шкриљаца, док Канада и Турска планирају да спаљују уљне шкриљаце у електранама заједно са угљем. 
Термоелектране које користе уље из шкриљаца као гориво углавном користе две врсте метода сагоревања. Традиционална метода је ваљкасто варење (ПЦ) која се користи у старијим електранама на угаљ из шкриљаца у Естонији, док је напреднија метода сагоревање у флуидном слоју (ФБЦ), које се користи у Холким- овој цементари у Дотернхаусену, Немачка, а коришћена је и у електрани Мишор Ротем у Израелу. Главне ФБЦ технологије су сагоревање у флуидизованом слоју са мехурићима (БФБЦ) и сагоревање у флуидизованом слоју са циркулирајућим слојем (ЦФБЦ). 
Има више од 60   електрана широм света, које користе технологију ЦФБЦ за сагоревање угља и лигнита, али само две електране у Нарви у Естонији и једна у Хуадиан у Кини које користе ЦФБЦ технологију за сагоревање нафтних шкриљаца.  Најнапреднија и најефикаснија технологија сагоревања уљних шкриљаца је сагоревање под флуидним слојем- под притиском (ПФБЦ). Међутим, ова технологија је још увек преурањена и у фази је развоја.

## Вађење уља
Главни произвођачи уља из шкриљаца су Кина и Естонија, а Бразил је на далеком трећем месту, док су Аустралија, САД, Канада и Јордан планирали да успоставе или поново покрену производњу уља из шкриљаца. Према Свјетском савету за енергију, у 2008. години укупна производња уља из шкриљаца износила је 930.000 тона, што је 17.700 барела дневно (2.810 m³ / д), од чега је Кина произвела 375.000 тона, Естонија 355.000 тона, а Бразил 200 тона. За поређење, производња конвенционалних течности од нафте и природног гаса у 2008. години износила је 3,95 милијарди тона или 82,12 милиона барела дневно (13.056 × 106 m³ / д) .
Иако постоји неколико технологија за производњу нафте, тренутно се у комерцијалном коришћењу налазе само четири. То су Кивитер, Галотер,Фушун и Петросикс. Две основне методе производње нафте из шкриљаца су ек-сит и ин-ситу. У екс-сит методи,шкриљац је миниран и транспортује се у ротор да би се извукло уље. У ин-ситу методи претвара се кероген док је још увек у облику лежишта уљних шкриљаца, а затим се извлачи кроз бунар, где се подиже као уобичајни нафтни дериват.

## Остале индустријске намене
Уљни шкриљци користи се за производњу цемента од стране Кунда Нордик Цемент-а у Естонији, Холкима у Немачкој и Фушун-ове фабрике цемента у Кини.  Уљни шкриљци се такође могу користити за производњу различитих хемијских производа, грађевинских материјала и фармацеутских производа, нпр. Амонијум битуминосулфоната .  Међутим, употреба уљних шкриљаца за производњу ових производа је још увек врло ретка и само у експерименталним фазама. 
Неки уљни шкриљци су погодан извор сумпора, амонијака, глине, соде пепела и нахолита који настају као нуспродукти вађења уља из шкриљаца. Неки уљни шкриљци могу се такође користити за производњу уранијума и других ретких хемијских елемената. Током 1946 - 1952. Године, морска сорта шкриљаца Диктионема коришћена је за производњу уранијума у Силамаеу, Естонија, а током 1950. - 1989. глинасти шкриљац коришћен је у исту сврху у Шведској. Гас из нафтних шкриљаца такође се може користити као замена за природни гас. После Другог светског рата, плин из шкриљаца из Естоније коришћен је у Лењинграду и градовима Северне Естоније.  Међутим, због тренутних цена природног гаса то није економски изводљиво.

## Економија
Количина уљних шкриљаца који се могу обновити није позната.  Различити покушаји стварања лежишта из уљних шкриљаца успели су само када трошкови производње шкриљаца у датом региону падну испод цене сирове нафте или њених других замена.  Према истраживању које је спровела корпорација РАНД, трошкови производње барела уља из шкриљаца на хипотетичком комплексу за обраду површине у Сједињеним Државама (који укључује рудник, постројење за реконструкцију, постројење за надоградњу, помоћне комуналне услуге и потрошену рециклажу шкриљаца) Распон између УС $ 70-95 ($ 440-600 / м3), прилагођена је вредностима иѕ 2005. Претпостављајући постепено повећање производње, анализа предвиђа постепено смањење трошкова прераде на 30–40 $ по барелу (190–250 $ / м 3 ) након постизања прекретнице од 1 Gbbl (160×106 m3).  Ројал Дут Сел објавио је да ће његова Сел ИЦП технологија остварити профит када цене сирове нафте буду веће од 30 долара   по барелу (190 $ / м 3 ), док неке технологије у целокупној производњи потврђују профитабилност по ценама нафте чак нижим од 20$  по барелу (130$ / м 3 ).   
Да би повећали ефикасност обнове уљних шкриљаца и тиме одрживост производње уља из шкриљаца, истраживачи су предложили и тестирали неколико поступака ко-пиролизе, у којима се други материјали попут биомасе, тресета, отпадног битумена или отпада од гуме и пластике преиспитују заједно са шкриљцима.     Неке модификоване технологије предлажу комбиновање одговарајућег флуидизираног слоја са циркулираном пећи са флуидизираним слојем ради сагоревања нуспроизвода пиролизе (угљен и гас из шкриљаца) и на тај начин побољшати принос нафте, повећати пропусност и смањити време ретора. 
У публикацији часописа Петрол Информејшн из 1972. године (ISSN 0755-561X), производња нафте из шкриљаца била је неповољна у поређењу са производнјом угља. У чланку је наведено да је употреба угља јефтинија,што је произвело више нафте и створило мање угрожавање животне средине од вађења уљних шкриљаца. Навео је конверзијски однос од 650 L (170 U.S. gal; 140 imp gal) уља по тони угља у односу на 150 L (40 U.S. gal; 33 imp gal) шкриљца из нафте по тони уљног шкриљца. 
Критична мера одрживости уљних шкриљаца као извора енергије лежи у односу енергије произведене из шкриљаца и енергије која се користи у њеном рударству и преради, у примеру познатом као "Енергија враћена у уложену енергију" ( ЕРОЕИ ). Студија из 1984. године проценила је да ЕРОЕИ разних познатих лежишта из нафтних шкриљаца варира између 0,7–13,3  иако познати развојни пројекти вађења уљних шкриљаца тврде да је ЕРОЕИ између 3 и 10. Према Ворлд Енерги Оутлоок 2010, ЕРОЕИ ек-ситу обраде је обично 4 до 5, док ин-ситу обрада може бити чак и 2. Међутим, према ИЕА, већина коришћене енергије може се добити спаљивањем потрошеног шкриљаца или гаса из уљног шкриљаца. 
Вода која је потребна у поступку прецјепљивања уљних шкриљаца нуди додатно економско разматрање: ово може представљати проблем у подручјима која имају недостатак воде. 

## Заштита животне средине
Ископавање нафтних шкриљаца укључује бројне утицаје на животну средину, израженијих у површинском копању него у подземном копању.  Они укључују одвод киселине на површину наглим брзим излагањем и накнадном оксидацијом претходно закопаних материјала, уношењем метала, укључујући живу  у површинске воде и подземне воде, повећану ерозију, емисију сумпорних гасова и загађење ваздуха узроковано производњом честица током активности обраде, транспорта и подршке.   У 2002. години око 97% загађења ваздуха, 86% укупног отпада и 23% загађења воде у Естонији потиче из електроенергетске индустрије која користи нафтни шкриљац као главни ресурс за производњу електричне енергије. 
Вађење уљних шкриљаца може оштетити биолошку и рекреацијску вредност земљишта и екосистема у рударском подручју. Сагоревање и термичка обрада стварају отпадни материјал. Поред тога, атмосферске емисије прерадом и сагоревањем уљних шкриљаца укључују угљен-диоксид, стакленички гас . Еколози се противе производњи и употреби уљних шкриљаца, јер то ствара још више гасова са ефектом стаклене баште од класичних фосилних горива.  Експериментални процеси ин ситу прераде и технологије закупљања и складиштења угљеника могу умањити неке од ових проблема у будућности, али истовремено могу изазвати и друге проблеме, укључујући загађење подземних вода. Међу контаминанте воде које су обично повезане са прерадом уљних шкриљаца су и кисеоник и азотни хетероциклични угљоводоници. Најчешће детектовани примери обухватају хинолина деривате, пиридин, и разне алкил хомологе пиридина ( пиколина, лутидину ). 
Питања воде осетљива су питања у сушним регионима, попут западне америчке и израелске пустиње Негев, где постоје планови за ширење вађења нафтних шкриљаца упркос несташици воде.  У зависности од технологије, надземно ретортирање користи између једног и пет барела воде по барелу произведеног уља из шкриљаца.    Програмска изјава о утицају на животну средину за 2008. годину, коју је издао амерички Биро за управљање земљиштем, навела је да површинско копање и поновна експлоатација производе од 2—10 U.S. gal (7,6—37,9 l; 1,7—8,3 imp gal) отпадне воде по  1 тони (0,91 т) прерађеног уљног шкриљаца.  Обрада ин ситу, према једној процени, користи око једне десетине више воде. 
Активисти за заштиту животне средине, укључујући чланове Гринпеака, организовали су снажне протесте против индустрије уљних шкриљаца. Као један резултат, Куајланд Енерџи Рисорс ставио је на чекање предложени пројекат Стуарт Оил Шејл у Аустралији 2004.  